# Perdizione (film 1942)
Perdizione è un film del 1942 diretto da Carlo Campogalliani.

## Distribuzione
Il film venne distribuito nel circuito cinematografico italiano il 16 agosto del 1942.